# Liste der Wappen im Landkreis Miltenberg
Die Liste der Wappen im Landkreis Miltenberg zeigt die Wappen der Gemeinden im bayerischen Landkreis Miltenberg.

## Landkreis Miltenberg

Landkreis Miltenberg Unter Schildhaupt mit den bayerischen Rauten in Rot ein silberner Wellenpfahl; davor ein sechsspeichiges silbernes Rad; dahinter drei silberne Spitzen.
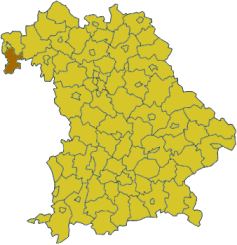
Lage des Landkreises Miltenberg in Bayern
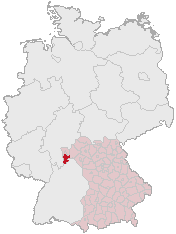
Lage des Landkreises Miltenberg in Deutschland
Landkreis Miltenberg (–1972) Geteilt durch einen silbernen Wellenbalken von Rot und Grün; oben ein sechsspeichiges silbernes Rad, unten ein von drei im Dreipass angeordneten silbernen Steinmetzgeräten umgebenes silbernes Zunftzeichen.
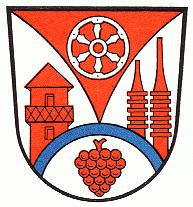
Landkreis Obernburg a.Main (–1972) In Silber über einer gesenkten, gebogenen blauen Leiste, darunter eine rote Weintraube, eine gestürzte, eingebogene rote Spitze, darin ein sechsspeichiges silbernes Rad; vorne ein roter römischer Wachtturm, hinten nebeneinander zwei rote Kesseltürme.

## Wappen der Städte, Märkte und Gemeinden

Gemeinde Altenbuch Gespalten von Silber und Grün; vorne ein durchgehendes erhöhtes schwarzes Kreuz, hinten ein durchgehendes erhöhtes silbernes Kreuz; unter dem Querbalken auf dem Spalt ein senkrechtes Eichenblatt in verwechselten Farben.
Stadt Amorbach In Grün eine silberne Kirche in Seitenansicht mit zwei Fassadentürmen, sechseckigem Dachreiter und quadratischem Turm am Chorschluss.
Markt Bürgstadt In Rot auf grünem Boden eine silberne Burg mit offenem Tor in der Zinnenmauer und zwei seitlichen Zinnentürmen; zwischen ihnen schwebend ein sechsspeichiges silbernes Rad.
Gemeinde Collenberg Durch eine silberne Wellenleiste geteilt von Rot und Blau; oben nebeneinander ein sechsspeichiges silbernes Rad und ein silberner Rüdenkopf mit schwarzem Stachelhalsband; unten drei, zwei zu eins gestellte, wachsende silberne Kolben.
Gemeinde Dorfprozelten Geteilt von Rot und Silber; oben ein sechsspeichiges silbernes Rad, unten ein durchgehendes schwarzes Kreuz; im Schildfuß blaue Wasserwellen.
Gemeinde Eichenbühl Schräg geviert; vorne in Silber eine rote Kanne mit zwei Tüllen, hinten in Silber eine schräglinke rote Mauritiusfahne, oben in Rot ein silbernes Rad, unten in Rot ein wachsender silberner Eichenzweig mit drei Eicheln und zwei Blättern.
Markt Elsenfeld Gespalten von Rot und Silber; vorne über einem silbernen Schrägwellenbalken ein sechsspeichiges silbernes Rad; hinten ein grüner Elsenbaum auf grünem Boden.
Stadt Erlenbach a.Main In Gold ein rot gekrönter und golden bewehrter schwarzer Doppeladler, der rechts einen roten Reichsapfel mit goldenem Kreuz, links ein rotes Schwert hält; darüber schwebend ein rot gefütterter Kurfürstenhut mit Hermelinbesatz, goldenen Bügeln, Reichsapfel und Kreuz.
Markt Eschau Durch eine Zinne geteilt von Gold und Rot; oben eine schwarze Balkenwaage, unten drei, eins zu zwei gestellte, sechsstrahlige silberne Sterne.
Gemeinde Faulbach Geteilt von Rot und Silber; oben ein sechsspeichiges goldenes Rad, unten über grünem Rasen ein blauer Schrägbach.
Markt Großheubach Gespalten von Silber und Rot; vorne ein schwebendes schwarzes Andreaskreuz mit Tatzenbalken, hinten ein sechsspeichiges silbernes Rad.
Gemeinde Großwallstadt In Rot eine goldene Krone mit zwei perlen-besetzten Bügeln und einem goldenen Kreuz, den silbernen Großbuchstaben W einschließend.
Gemeinde Hausen In Schwarz ein schräglinkes silbernes Flammenschwert, überdeckt von einem durchgehenden von Gold und Rot in zwei Reihen geschachten Kreuz, im vorderen Oberviertel ein silbernes Rad, im hinteren Unterviertel ein silbernes Eichenblatt mit silberner Eichel.
Markt Kirchzell In Rot eine silberne Kirche in Vorderansicht, beseitet rechts oben von der einwärts gewendeten goldenen Krümme eines Abtstabs, links oben von einem sechsspeichigen silbernen Rad.
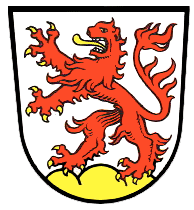
Markt Kleinheubach In Silber auf goldenem Dreiberg ein golden bewehrter roter Löwe.
Markt Kleinwallstadt In Silber ein roter römischer Wachtturm mit Zeltdach, oben rechts ein gespaltenes und zweimal von Silber und Schwarz schräglinks geteiltes Schildchen, oben links ein rotes Schildchen, darin ein sechsspeichiges silbernes Rad.
Stadt Klingenberg a.Main In Silber über grünem Dreiberg ein sechsspeichiges rotes Rad.
Gemeinde Laudenbach Schräglinks geteilt durch einen blauen Wellenbalken; oben fünfmal geteilt von Gold und Rot, unten in Silber ein gekrümmtes schwarzes Bockshorn.
Gemeinde Leidersbach Durch silbernen Wellenbalken geteilt von Grün und Rot; oben drei silberne Leisten, überdeckt von einer geöffneten silbernen Schere, unten ein sechsspeichiges silbernes Rad.
Stadt Miltenberg Geviert von Rot und Silber; in Feld 1 und 4 ein sechsspeichiges silbernes Rad; in Feld 2 und 3 der rote Buchstabe M
Gemeinde Mömlingen In Rot ein sechsspeichiges silbernes Rad, begleitet oben von drei halbkreisförmig angeordneten silbernen heraldischen Rosen mit goldenen Butzen, unten von zwei sechsstrahligen silbernen Sternen.
Markt Mönchberg Gespalten von Silber und Rot; vorne ein Sponton (halbe Pike) mit blauem Blatt, goldener Quaste und schwarzem Schaft; hinten unter einer goldenen Laubkrone ein sechsspeichiges silbernes Rad.
Gemeinde Neunkirchen In Silber über einer gesenkten, eingeschweiften roten Spitze, darin ein sechsspeichiges silbernes Rad, nebeneinander ein roter Bügelhelm in Seitenansicht und die nach links gewendete rote Krümme eines Äbtissinnenstabes.
Gemeinde Niedernberg In Rot ein zinnengekröntes goldenes Tor, im Torbogen schwebend ein sechsspeichiges silbernes Rad.
Stadt Obernburg a.Main In Silber auf grünem Boden stehend ein roter Hirsch, der eine goldene Traube mit grünem Rebstück im Maul trägt; links davon ein vom Schildrand angeschnittener grüner Laubbaum.
Gemeinde Röllbach In Rot ein schmaler silberner Pfahl; vorne ein sechsspeichiges silbernes Rad, hinten fünf, zwei zu eins zu zwei gestellte, goldene Schindeln.
Gemeinde Rüdenau In Rot drei durchgehende silberne Wellenbalken; darüber schwebend der silberne Kopf eines Rüden mit schwarzem Stachelhalsband, darunter ein schräg liegendes silbernes Schwert mit goldenem Griff.
Markt Schneeberg Gespalten von Rot und Silber; vorne eine silberne Lilie mit einer goldenen Krone anstelle des Bundes, hinten auf grünem Dreiberg ein grüner Nadelbaum.
Stadt Stadtprozelten In Silber eine rote Burg mit Torturm und blauen Dächern, über dem Tor der goldene Buchstabe B; beiderseits des Turmhelms die strahlende, gesichtete goldene Sonne und ein gesichteter goldener Halbmond.
Markt Sulzbach a.Main In Rot gekreuzt zwei silberne Salzhaken, zwischen denen oben ein silberner Schild mit drei roten Sparren schwebt; rechts davon ein sechsspeichiges silbernes Rad, links eine silberne heraldische Lilie.
Markt Weilbach In Rot zwischen einem sechsspeichigen silbernen Rad und einem silbernen Zahnrad eine eingeschweifte silberne Spitze, darin ein blauer Röhrenbrunnen.[1]
Stadt Wörth a.Main Geviert durch ein schmales rotes Kreuz; 1: in Rot eine goldene Krone, 2 und 3: in zwei Reihen silbernes und blaues Feh, 4: rot.

## Ehemalige Gemeinden mit eigenem Wappen

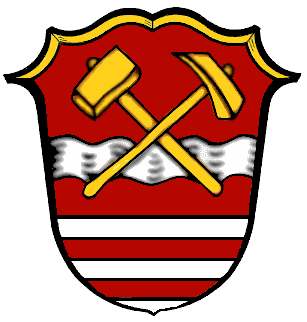
Gemeinde Eisenbach
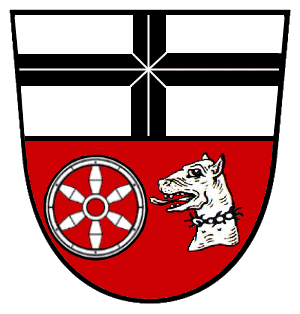
Gemeinde Mainbullau
Gemeinde Rück
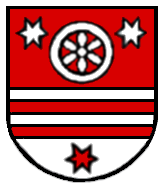
Gemeinde Trennfurt